# Dicranota rorida
Dicranota rorida är en tvåvingeart som beskrevs av Paul Lackschewitz 1940. Dicranota rorida ingår i släktet Dicranota och familjen hårögonharkrankar.
Artens utbredningsområde är Albanien. Inga underarter finns listade i Catalogue of Life.